# سلاح الاستخبارات القتالية (إسرائيل)
سلاح الاستخبارات القتالية الإسرائيلي (المعروف سابقًا باسم فيلق الاستخبارات الميدانية) هو الفيلق الأحدث في الفيالق الخمس التابعة للقوات البرية في الجيش الإسرائيلي، تم إنشاؤه في أبريل 2000 وكُلف بمهمة جمع المعلومات القتالية، وهو مسؤول عن وحدات المخابرات من مستوى الكتيبة وحتى القوة بأكملها. نظرًا للحاجة إلى جمع المعلومات القتالية والحفاظ على شبكات المراقبة، فهي في خضم التوسع.

## الهيكل
يتكون الفيلق من الوحدات التالية:
- كتيبة الاستخبارات الميدانية نشير 414 (نسر) (القيادة الجنوبية - قطاع غزة)
- كتيبة الاستخبارات الميدانية 595 آيت (النسر) (القيادة الشمالية - قطاع سوريا)
- كتيبة الاستخبارات الميدانية 636 نيتزان (براعم) (القيادة المركزية)
- كتيبة الاستخبارات الميدانية 727 إيتام (القيادة الجنوبية - قطاع النقب)
- كتيبة الاستخبارات الميدانية 869 شاهاف (النورس) (القيادة الشمالية - قطاع لبنان)
- مدرسة الاستخبارات الميدانية، والمعروفة أيضًا باسم مركز الاستطلاع والاستخبارات.
- وحدة القيادة في القيادة المركزية لالجيش الإسرائيلي في كرياه، تل أبيب.

تضم كل كتيبة جنودًا مشاة وجنودًا مزودين سيارات 4 × 4 مصممة خصيصًا وجنديات يسيطرون على كاميرات مختلفة عن طريقمركز تحكم.

## التدريب
بعد أسبوعين من إعداد القادة، يقرر قادة التدريب المكان الذي سيعمل فيه كل جندي (إما قوات المشاة أو القوات المسلحة) بناءً على الحالة النفسية والجسدية والتحفيزية للجندي. يمكن لأفضل الجنود المؤهلين من قوات المشاة الالتحقا بالقوات الخاصة للاستخبارات القتالية. توجد قاعدة التدريب في المنطقة الجنوبية من صحراء النقب، بالقرب من إيلات.
قوات المشاة
- التدريب الأساسي 4 أشهر (بندقية 05) - مدرسة الاستخبارات القتالية.
- التدريب المتقدم 4 أشهر (بندقية ريكون 07) - مدرسة الاستخبارات القتالية.
- تدريب الوحدات (هنا لكل وحدة تدريب خاص بها يستغرق حوالي شهرين) - القيادة الشمالية والجنوبية والوسطى.

القوات المركبة
- التدريب الأساسي لمدة شهرين (بندقية 03) - مدرسة الاستخبارات القتالية.
- تدريب متقدم لمدة شهرين (بندقية ريكون 05) - مدرسة الاستخبارات القتالية.
- تدريب الوحدات (هنا لكل وحدة تدريب خاص بها يستغرق حوالي شهر واحد) - القيادة الشمالية والجنوبية والوسطى

## التاريخ
لدى إسرائيل تاريخ طويل من وحدات الاستخبارات والعمليات والتي يعود تاريخها إلى البلماح «الفصيلة الألمانية» (وتعرف أيضًا باسم مغاوير الشرق الأوسط). بعد إنشاء الجيش الإسرائيلي، تم تشكيل وحدات الاستخبارات الميدانية على أساس مخصص ، من قبل القادة الإقليميين.
في عام 1993، تم إنشاء أول وحدة استخبارات ميدانية مخصصة للعمل في أي واجهة، تم إنشاء ياهمام (اختصار لـ Target Field Intelligence، والمعروف أيضًا باسم مغاويرنيتزان)، تم تعيين وحدة لتوفير المعلومات الاستخباراتية في الوقت الحقيقي ومشاهدة أهداف العدو وتم إلحاقه بمقر قيادة الجيش في المنطقة، وارتدى جنوده قبعات سوداء على الرغم من أنهم كانوا تحت القيادة المباشرة للأركان العامة. خلال الصراع في جنوب لبنان خلال عامي 1982 و2000، كانت تعمل كفرقة خاصة مكلفة بجمع المعلومات القتالية. بعد كارثة المروحية الإسرائيلية في ‏ 4 فبراير 1997، والتي فقدت فيها الوحدة رجلين من أصل 73 قتيلاً، أصدرت المحكمة العليا في إسرائيل تعليمات بالكشف عن أسمائهم، وبالتالي تم الكشف عن وجود الوحدة للجمهور.
تم إنشاء الوحدة كسلاح في أبريل 2000، تحت قيادة أمنون سفرين. في أواخر عام 2008 ، قرر مقر قيادة الجيش في المنطقة أن يعيد تسميته إلى «سلاح جمع الاستخبارات القتالية» بدلًا من«فيلق الاستخبارات الميدانية»، للتأكيد على طبيعته القتالية والانفصال عن مديرية الاستخبارات العسكرية التي كان تابعًا لها سابقًا. تم تغيير الاسم في نوفمبر 2009. بالإضافة إلى ذلك، تم تغيير لون قبعة البيريه من اللون الأخضر الداكن (المرتبط بالمخابرات العسكرية) إلى اللون الأصفر.

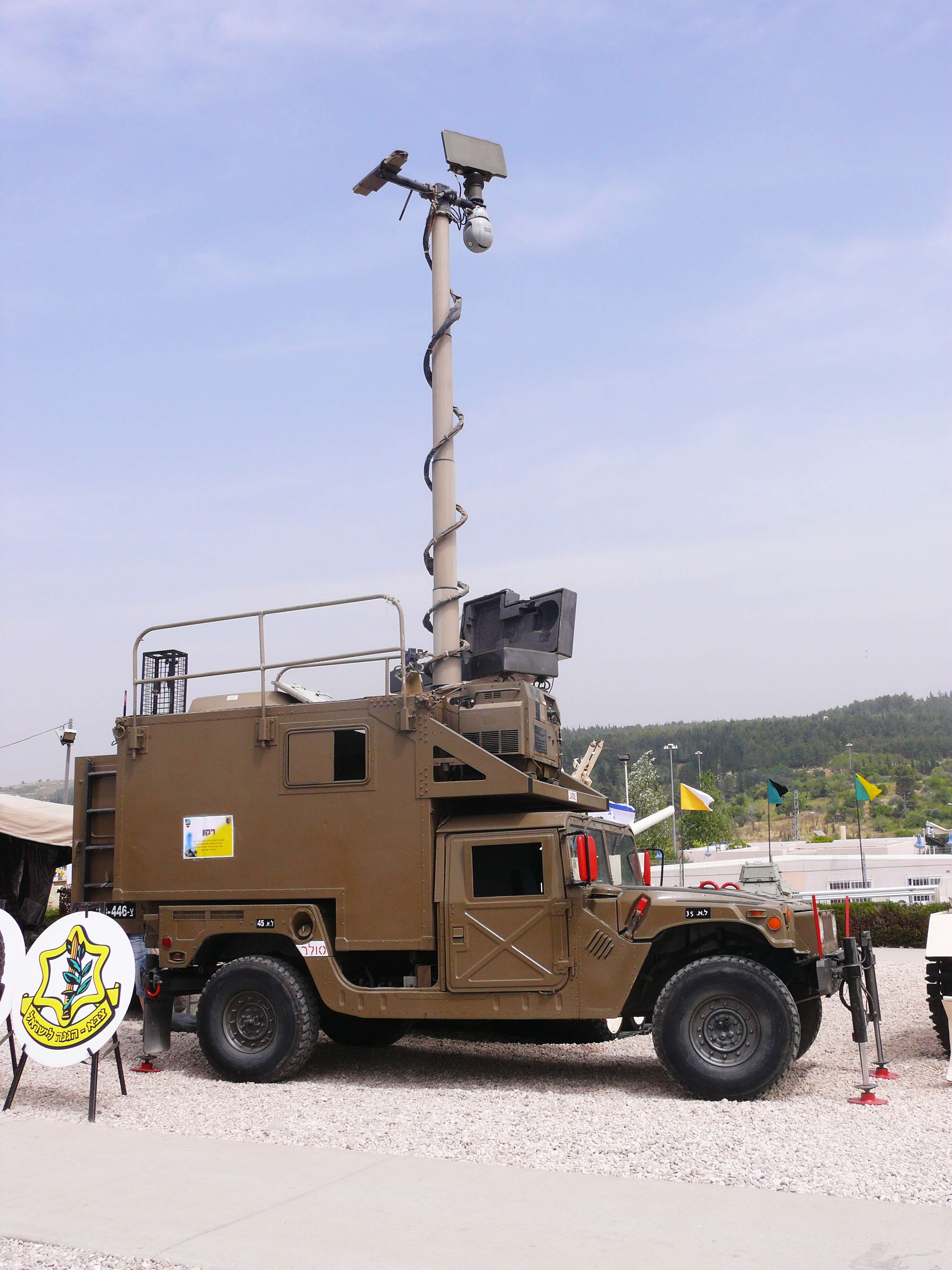
"راكون" إعادة ضبط ومراقبة مركبة سلاح الاستخبارات القتالية في الجيش الإسرائيلي

## كبير ضباط الاستخبارات القتالية
كبير ضباط الاستخبارات القتالية هو الألوف الذي يعينه رئيس قيادة الجيش في المنطقة. اعتبارا من عام يوليو 2018، كبير ضياط الاستخبارات القتالية هو أمير أفشتاين.
| اسم          | سنوات                    |
| ------------ | ------------------------ |
| أمنون سفرين  | 2000-03                  |
| يوفال حلاميش | 2003-05                  |
| غي ليبكين    | 2005-07                  |
| ارييل كارو   | 2007-09                  |
| ايلي بولاك   | 2009-2012                |
| غاي بار ليف  | 2012-2015                |
| مردخاي كاهان | أغسطس 2015 - نوفمبر 2017 |
| دان نيومان   | نوفمبر 2017 - يوليو 2018 |
| أمير أفشتاين | يوليو 2018 -             |

## وصلات خارجية
- سلاح جمع المعلومات الاستخبارية في القوات البرية الإسرائيلية على شبكة الإنترنت (بالعبرية)